# Simone Stelzer

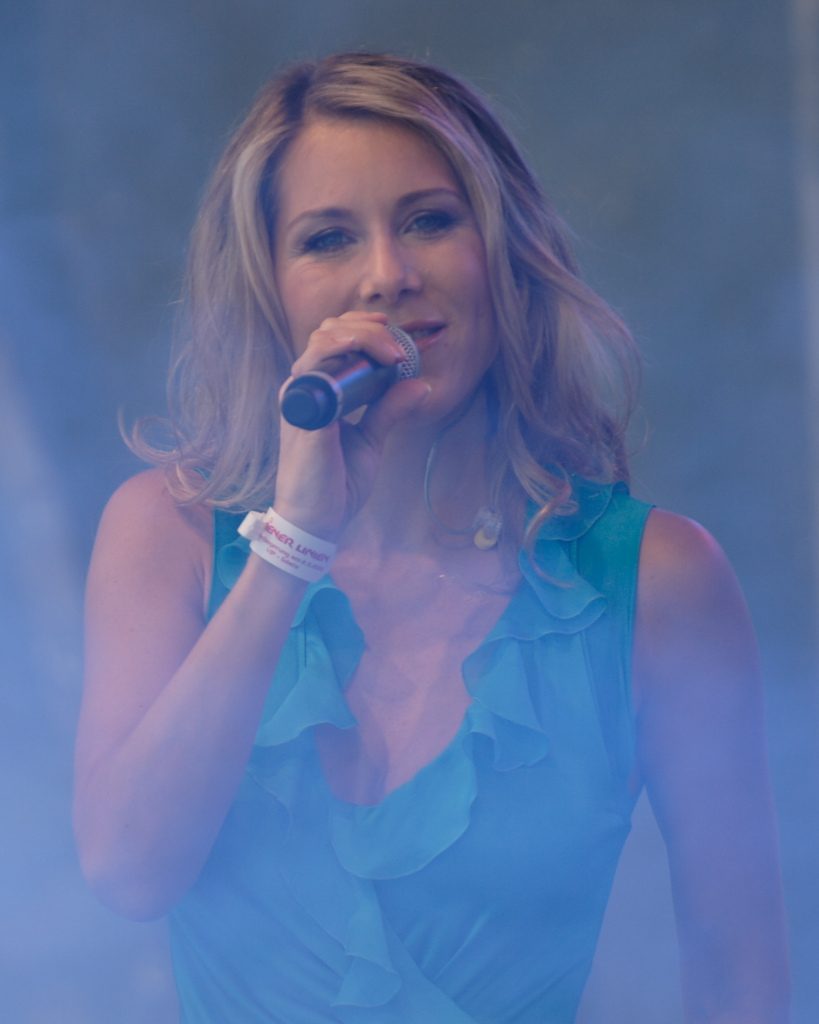
Simone Stelzer cantando em Viena em 2006.

Simone Stelzer, mais conhecida na Áustria apenas por Simone é uma cantora pop austríaca, nascida em Viena em 1 de outubro de 1969.
Em 1990 ela participou no programa in "Ein Lied für Zagreb", a qualificação austríaca para o Festival Eurovisão da Canção 1990. A sua canção  "Keine Mauern mehr" classificou-se inicialmente em segundo lugar, mas uns dias depois da realização da final foi descoberto que a canção vencedora "Das Beste" interpretado por Duett tinha já participado na qualificação alemã para o Festival Eurovisão da Canção 1988 e foi desqualificada. Deste modo, Simone foi anunciada como a representante austríaca. "Keine Mauern mehr" classificou-se em décimo lugar em Zagreb. Simone participou quatro anos mais tarde (1994) no programa "Ein Lied für Dublin" (que escolhia a representante austríaca no Festival Eurovisão da Canção 1994, onde terminou em quarto lugar.

## Discografia

### Álbuns
- [1990] Feuer im Vulkan
- [1994] Gute Reise (bon voyage)
- [1996] Ich liebe Dich
- [1998] Aus Liebe
- [1999] Träume
- [2001] Solang wir lieben
- [2003] Ganz nah
- [2005] Schwerelos
- [2006] Das Beste und mehr
- [2009] Morgenrot 2009
- [2009] Meine größten Erfolge & schönsten Balladen 2009
- [2010] Mondblind

### Singles
- [1994] Wahre Liebe
- [1994] Josie
- [1996] Heute Nacht
- [1998] Nimm mich einfach in den Arm ...
- [1998] Ich lieb dich oder nicht
- [1998] Denn es war ihr Lachen (Sayonara)
- [2000] Verlier mein Herz nicht, wenn du gehst
- [2000] Ich muss dich wiedersehn
- [2000] Solang wir lieben
- [2007] Alles durch die Liebe (dueto with Bernhard Brink)
- [2008] 1000 mal geträumt
- 03/2009 Jeronimo Blue
- 07/2009 Morgenrot
- 10/2009 Die Nacht, als sie fortlief
- 11/2009 Ein Stern, der für dich scheint
- 01/2010 Wie viel Tränen bleiben ungeweint
- 04/2010 Halt mich ein letztes Mal
- 09/2010 Sehnsucht kommt nicht von ungefähr
- 02/2011 Ich möcht niemals deine Tränen sehn
- 04/2011 Inferno